# Mya go
Mya go és una sèrie de televisió preescolar de dibuixos animats creada per Alan Foley i Gilly. La sèrie, coproduïda entre l'estudi Piranha Bar d'Irlanda i Motion Pictures a Catalunya, va ser estrenada per la cadena irlandesa RTE l'abril de 2017. És una coproducció amb RTVE, BAI, PIL Animation, Screen Ireland, TVC i Globosat que compta amb el suport de l'ICEC. El muntador és Sam Morrison, guionista britànic que ha participat també en sèries com Pepa, la porqueta, Ben & Holly's Little Kingdom, Octonauts i unes altres.
Mya go compta amb tres temporades de 52 capítols cadascuna. La primera i segona van ser produïdes al mateix temps entre març del 2017 i juny del 2019. La tercera temporada de 52 capítols va finalitzar el juny del 2021.
La sèrie compta amb les següents versions (doblatges): anglès, català, espanyol peninsular, espanyol americà, hebreu, polonès, àrab, suec, finès, basc i portuguès.